# Ролл-контейнер
Ролл-контейнер  — вантажний сітчастий контейнер різної конфігурації для переміщення малогабаритних вантажів. Використання контейнера можливе без додаткового обладнання (рокла тощо), оскільки його осі обладнанні коліщатами з поворотним механізмом, що дає змогу пересувати його із застосуванням людської сили.
Єдиного стандарту параметрів ролл-контейнерів немає, однак в основу всіх контейнерів входять рухомі платформи з двома, трьома або чотирма встановленими стінками, розраховані на розміщення вантажу вагою до 500 кг.